# گردشگری

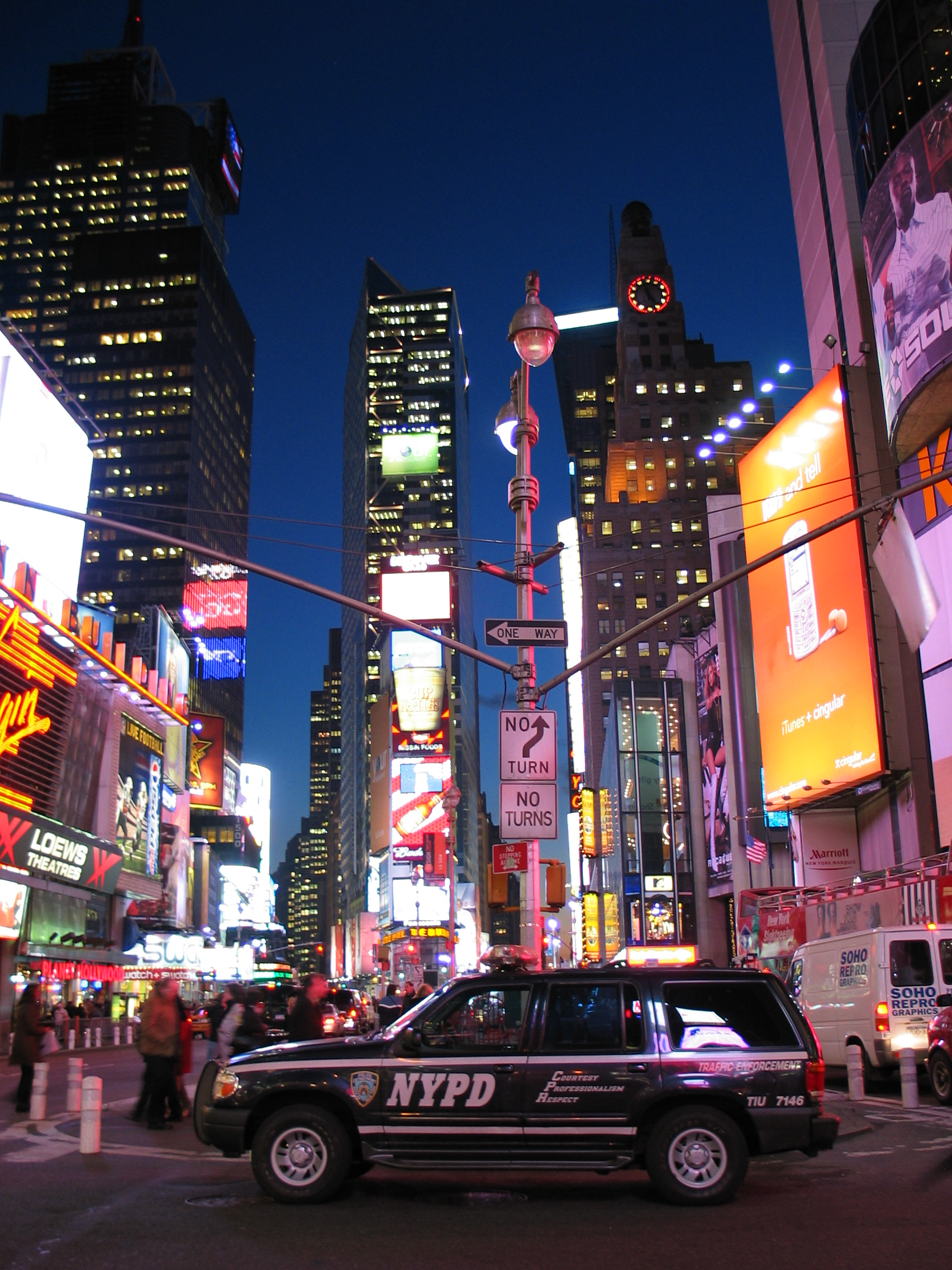
میدان تایمز در نیویورک - یکی از پربازدیدکننده‌ترین مکان‌های جهان

گردشگری یا توریسم (به انگلیسی: Tourism) سفر به قصد لذت بردن یا کسب‌وکار است؛ همچنین به معنی تئوری و عمل سیاحت‌گری، تجارت، جذب، اسکان و سرگرمی گردشگران و تجارت مرتبط به برگزاری تور است. سازمان جهانی گردشگری با توجه به تمامی تعاریف گردشگری که تا قبل از سال ۱۹۹۴ ارائه شده بودند در سال ۱۹۹۵ یک تعریف نهایی منتشر کرد: «مجموعه فعالیت‌های فرد یا افرادی که به مکانی غیر از مکان عادی زندگی خود مسافرت و حداقل یک شب و حداکثر یک سال در آنجا اقامت می‌کنند و هدف از مسافرت آنان نیز گذراندن اوقات فراغت است. البته اهدافی نظیر اشتغال و کسب درآمد شامل آن نمی‌شود.» بر این اساس کسانی که شامل این تعریف می‌شوند نیز گردشگر نامیده می‌شوند. گردشگری می‌تواند داخلی (گردشگر در داخل کشور خود مسافرت می‌کند) یا خارجی باشد.

نمودار تعداد توریست‌های بین‌المللی ورودی به ایران و مقایسه آن با برخی کشورهای دیگر از سال ۱۹۹۵ تا ۲۰۱۶.

تعداد روزافزونی از مقصدها در سراسر جهان برای گردشگری گشوده و در آن سرمایه‌گذاری می‌شود. گردشگری از طریق ایجاد شغل و کسب درآمد صادراتی به یک عامل اصلی پیشرفت کشورها و توسعه زیرساختهای آنها تبدیل شده‌است. طی شش دهه گذشته گردشگری یک توسعه و تنوع پیوسته را تجربه کرده و به یکی از بزرگ‌ترین بخش‌های اقتصادی در جهان تبدیل شده‌است. گردشگری با وجود شوک‌های گاه به گاه، تقریباً بدون وقفه به مرور رشد کرده‌است که نشان دهنده قدرت و انعطاف‌پذیری این بخش از اقتصاد است. ورود گردشگران بین‌المللی از ۲۵ میلیون نفر در جهان در سال ۱۹۵۰ به ۲۷۸ میلیون نفر در سال ۱۹۸۰، و ۶۷۴ میلیون نفر در سال ۲۰۰۰ و ۱۲۳۵ میلیون نفر در سال ۲۰۱۶ افزایش یافته‌است. به همین ترتیب، دریافت‌های گردشگری بین‌المللی که از طریق مقصدهای جهانی به دست می‌آید از ۲ میلیارد دلار در سال ۱۹۵۰ به ۱۰۴ میلیارد دلار در سال ۱۹۸۰، و ۴۹۵ میلیارد دلار در سال ۲۰۰۰ و ۱۲۲۰ میلیارد دلار در سال ۲۰۱۶ افزایش یافته‌است. به عنوان یک گروه صادراتی در سراسر جهان، جهانگردی پس از مواد شیمیایی و سوخت و بالاتر از محصولات خودرو و مواد غذایی رتبه سوم را دارد. در بسیاری از کشورهای در حال توسعه، جهانگردی بهترین گروه صادراتی است.
اغلب گردشگرها بیش از هر چیز به آب و هوا، فرهنگ یا طبیعت مقصد خود اهمیت می‌دهند. ثروتمندان همیشه به جاهای دور سفر کرده‌اند زیرا سفر به مناطق دور هزینه بیشتری برای آنها دارد. گردشگری سازمان‌یافته امروزه یک صنعت بسیار مهم در تمام جهان است.

## واژه‌شناسی
واژه tourist برای اولین بار در سال 1772 و واژه tourism برای اولین بار در سال ۱۸۱۱ مورد استفاده قرار گرفت. این واژه از tour گرفته شده‌است، که از turian انگلیسی قدیم گرفته شده‌است، که از واژه torner فرانسوی قدیم گرفته شده‌است، که از tornare لاتین به معنای «گردش بر روی چرخ خراطی» گرفته شده‌است، که خود از یونانی قدیمی tornos (τόρνος) به معنای «چرخ خراطی» گرفته شده‌است.

## تاریخچه

### گردشگری در جهان

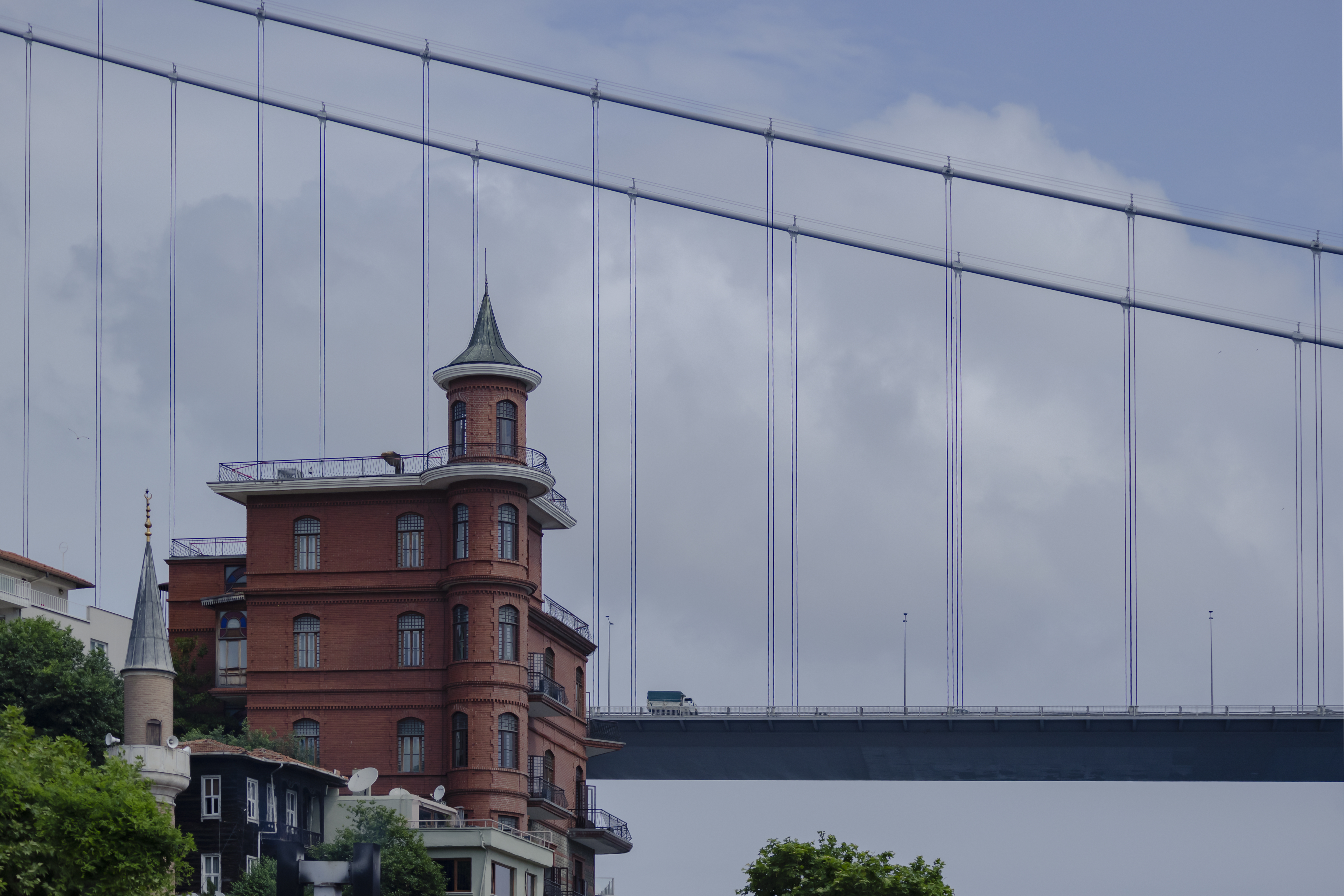
شهر استانبول سومین شهر توریستی جهان در سال ۲۰۱۰ میلادی بود.

افراد ثروتمند معمولاً به اقصی نقاط جهان سفر می‌کنند تا شاهکارهای هنری را ببینند، زبان‌های جدید بیاموزند، با فرهنگ‌های جدید آشنا شوند یا با غذاهای دیگر کشورها آشنا شوند.

نقشه جهانی کشورها بر اساس تعداد گردشگران بین‌المللی. (۲۰۱۶)

اصطلاحات «توریسم» و «توریست» اولین بار در سال ۱۹۳۷ توسط جامعه ملل مورد استفاده قرار گرفتند. گردشگری به سفر خارج از کشور و با مدت زمان بیش از ۲۴ ساعت گفته می‌شود.
درسال ۱۹۵۰ جهان تنها حدود ۲۵ میلیون توریست را به خود دیده بود اما در سال ۲۰۰۷ این آمار به ۸۲۵ میلیون نفر در سال رسید و در سال ۲۰۱۷ در مجموع ۱ میلیارد ۳۲۳ میلیون نفر توریست برای بازدید از مقاصد تاریخی، طبیعی و گردشی سایر کشورها خاک کشور خود را ترک کردند و پیش‌بینی می‌شود تا سال ۲۰۳۰ جهان بیش از ۱٫۸ میلیارد گردشگر داشته باشد که این نشان از چشم‌انداز بسیار روشن این صنعت در جهان دارد. صنعت گردشگری در چهار پنجم کشورهای جهان، یعنی در بیش از ۱۵۰ کشور، یکی از ۵ منبع اصلی کسب ارز خارجی است و در بیش از ۸۰ کشور، رتبه اول را به خود اختصاص می‌دهد. در این میان کشورهای در حال توسعه نیز از مزایای این صنعت بی‌نصیب نمانده‌اند، چنان‌که در اکثریت قاطع کشورهای در حال توسعه به جز برخی کشورها همچون افغانستان، گردشگری یکی از منابع اصلی درآمد و در یک سوم کشورهای فقیر عمده‌ترین منبع درآمد بوده‌است. توسعه صنعت گردشگری برای کشورهای درحال توسعه که با معضلاتی چون نرخ بالای بیکاری، چهره بین‌المللی مخدوش، محدودیت منابع ارزی و اقتصاد تک محصولی عمدتاً نفتی مواجهند، از اهمیت فراوانی برخوردار است. با برداشته شدن ویزا و سهولت در انجام امور ویزای کشورها، رشد بهتری برای گردشگری اتفاق خواهد افتاد.

### گردشگری در اروپا قبل از قرن بیستم
تاریخچه گردشگری در اروپا به سفرهای زائران قرون وسطی برمی‌گردد. زائران کلیسای اعظم کانتربوری در انگلستان مسافرت خود را مسافرتی مذهبی دانسته و آن را تجربه‌ای در روز تعطیل خود تلقی می‌کردند. زائران فعالیت‌هایی را آغاز کردند که هنوز هم آن‌ها را می‌توان مشاهده کرد، مثلاً سوغاتی آوردن از سفر، بازکردن حساب‌های اعتباری در بانکهای خارجی (که در قرون وسطی شبکه‌های بین‌المللی یهودیان و لمباردها مؤسس آن بودند) و استفاده از اشکال مختلف حمل و نقل (مانند استفاده زائران مقبره سانتیاگو و کامپستلا از کشتی‌های شراب انگلیسی در قرون وسطی که شراب را به بندر ویگو اسپانیا منتقل می‌کردند). در حال حاضر نیز زائران در صنعت گردشگری جایگاه مهمی دارند. البته اشکال سکولار آن نیز شکل گرفته‌اند که می‌توان از بازدید از مقبره جیم موریسون درگورستان پرلاشز نام برد. در طی قرن شانزدهم در انگلستان برگزاری تورهای بزرگ تفریحی کاملاً مرسوم بود. پسران نجیب‌زادگان و اشراف را برای کسب تجربه به تورهای دور اروپا اعزام می‌کردند. قرن هیجدهم عصر طلایی تورهای بزرگ بود.

### گردشگری در ایران

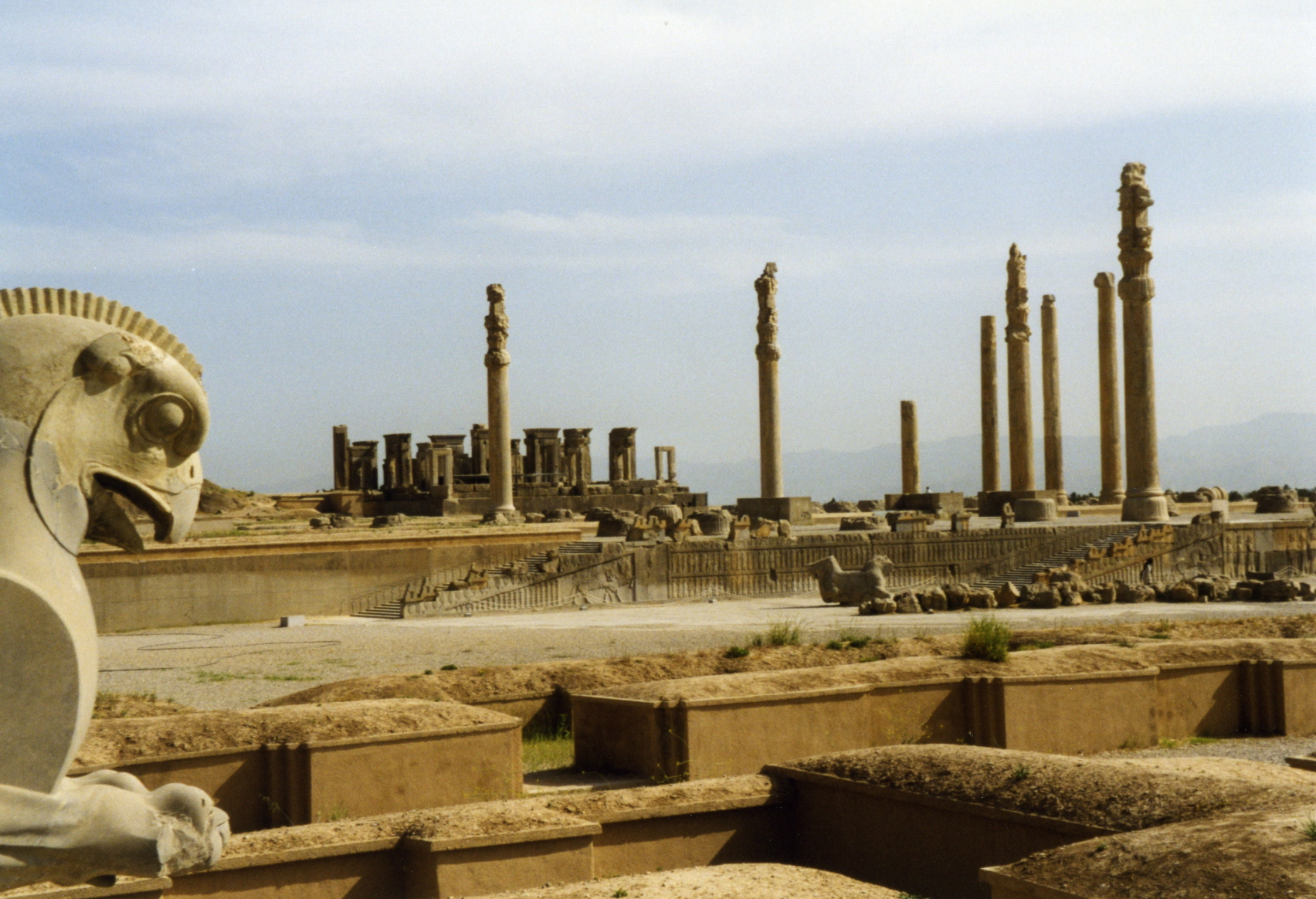
نمای از تخت جمشید، شیراز ایران

با دقت در سفرنامه‌هایی که به جای مانده به این نتیجه می‌رسیم که آنچه از قرن نهم تا قرن چهاردهم میلادی وجود دارد، گردشگری توسط مردمانی است که از منطقهٔ جغرافیایی ایران پیش از دورهٔ اسلامی است به کشورهای خاورمیانه و خاور دور، مانند: ژاپن و اروپا سفر می‌کردند. این گردشگران گزارش سفر خویش را در کتاب‌های جغرافیائی یا در پژوهش‌های تاریخی و عقیدتی ارائه داده‌اند؛ و در این دوران خبری از رفت‌وآمد گردشگران اروپایی و مردمان غربی نیست؛ و گویا آنان هیچ گونه علاقه‌ای به گردشگری نداشته‌اند. گاهی به یک جهانگرد و تاجر یهودی غربی در بلاد شرق برمی‌خوریم. از قرن پانزدهم به بعد، به ویژه در قرن هفدهم می‌بینیم که جریان گردشگری به‌طور دقیق به عکس جریان یافته‌است. جهانگردان مهم را غربیان تشکیل می‌دهند که به سرزمین‌های شرق روی آورده و گزارش‌های گوناگونی از آداب، میراث فرهنگی، شیوه‌های حکومتی، اجناس و محصولات شهرهای اسلامی داده‌اند و خبری از جهانگردان مسلمان نیست یا اگر رحله‌هایی وجود دارد، در محدوده سفر حج و از منطقه‌ای اسلامی به منطقه‌ای دیگر است.

### گردشگران ایرانی
ایرانی‌ها پس از آلمانی‌ها و گرجی‌ها، سومین کشور «صادرکننده گردشگر» به آسیای صغیر شمرده می‌شوند. پس از ترکیه، کشورهای حاشیه خلیج فارس قرار دارند که به دلیل نزدیکی و ارزان بودن مسافرت، مورد توجه گردشگران ایرانی قرار می‌گیرند. این کشورهای کم وسعت توانسته‌اند به حدی در صنعت گردشگری موفق شوند که رقم حضور ایرانیان در این کشورها، سالانه بیش از ۷۰۰ هزار نفر، برآورد می‌شود.

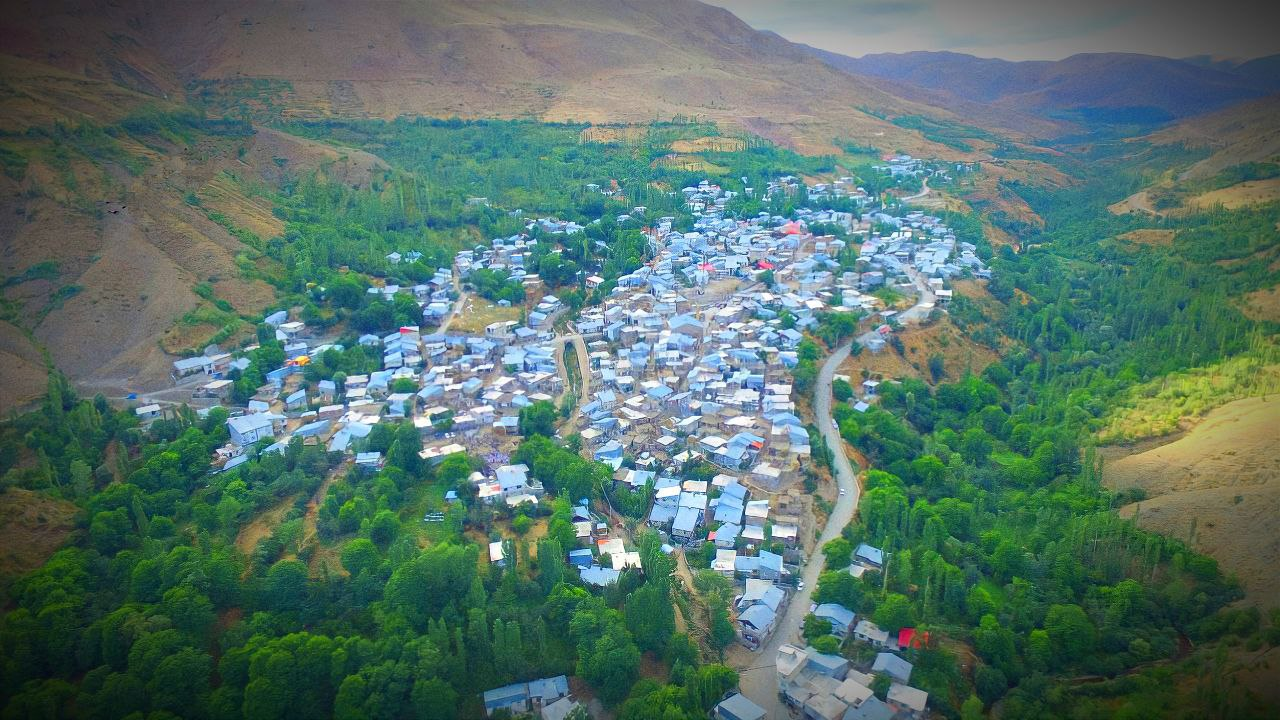
روستای گردشگری لرد در اردبیل از مهم‌ترین قطب‌های گردشگری روستایی در ایران

### گردشگری در قطب‌های زمین
نزدیک به دو قرن از تاریخ شروع مسافرت‌های ماجراجویانه گردشگران به قطب‌های شمالی و جنوبی کره زمین می‌گذرد. از سال ۱۸۰۷ میلادی، راهنمایان گردشگری تفریحاتی چون کوه‌نوردی، یخ نوردی، شکار و ماهیگیری، مشاهده شفق قطبی، و تجربه زندگی اسکیمویی را برای گردشگران قطبی پیشنهاد می‌کرده‌اند. توماس کوک یکی از اولین کارآفرینان صنعت توریسم بود که افراد را به قطب شمال دعوت کرد. سفر گردشگران قطبی به قطب جنوب از حدود ۵۰ سال پیش آغاز شده‌است و بنابر آمارهای جهانی، از سال ۲۰۰۰ میلادی تعداد گردشگران قطب جنوب سالانه بین ۸۰۰ تا ۳۷۰۰ نفر بوده‌است.

## گونه‌شناسی گردشگری

### گردشگری تاریخی

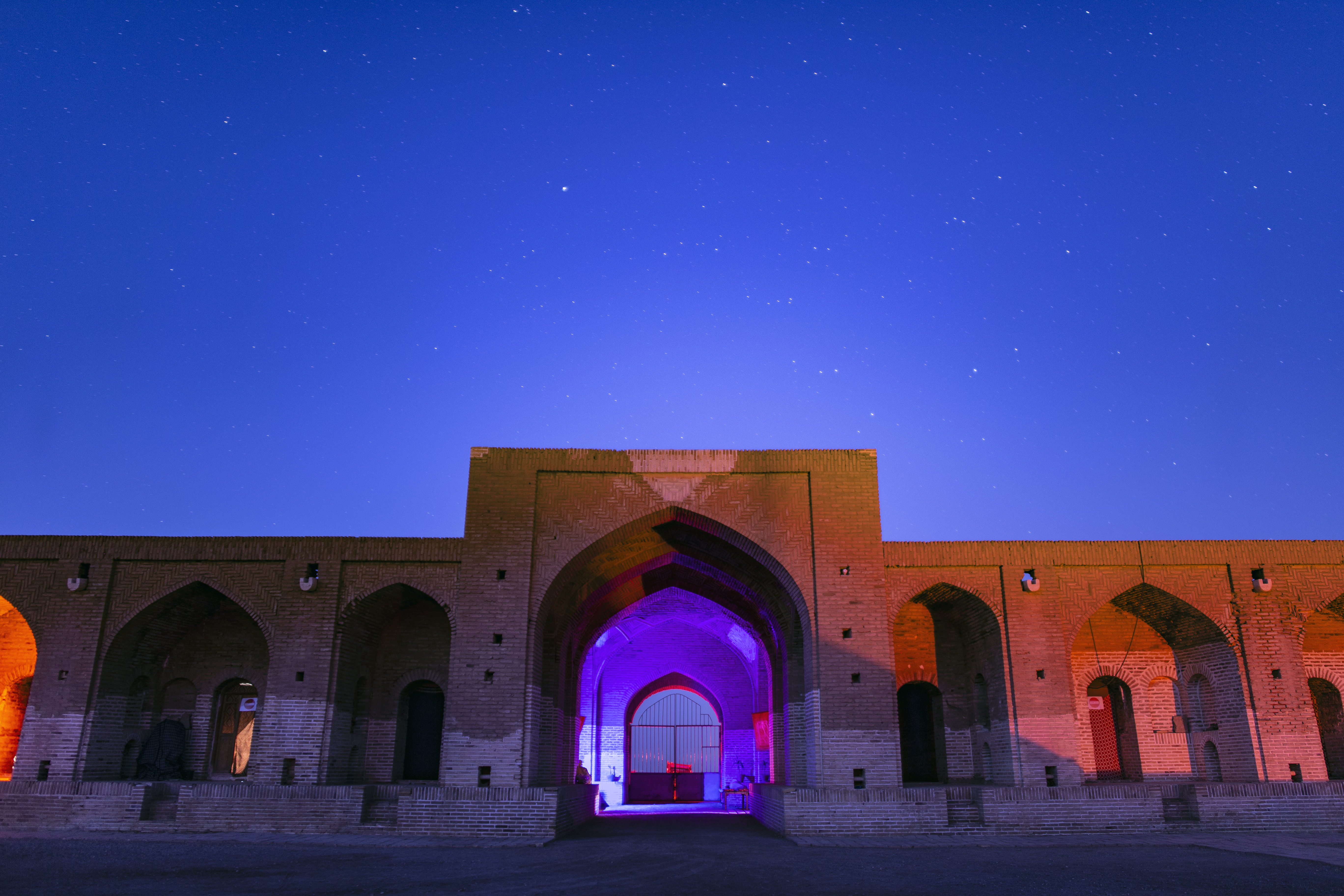
کاروانسرای تاریخی دیرگچین واقع در میانه پارک ملی کویر از جاذبه‌های تاریخی گردشگری ایران با معماری ساسانی

به نوعی از گردشگری برای بازدید از مناطق باستانی مانند موزهها و سایت موزه گفته می‌شود.
این‌گونه از گردشگری که گردشگری میراث نیز نامیده می‌شود و به بازدید از موزه‌ها، مکان‌ها و ابنیه تاریخی می‌پردازد، امروزه بخش عمدهای از گردشگری را به خود اختصاص داده‌است. ایران به دلیل دارا بودن هزاران ابنیه باارزش تاریخی در این زمینه می‌تواند بسیار موفق باشد.

### گردشگری تاریخی-فرهنگی
نوعی از گردشگری است که برای شناخت تمدن، فرهنگ، آداب‌ورسوم و سنت‌های یک گروه، جامعه، شهر یا یک کشور از طریق بازدید بناهای باستانی و معماری دوره‌های مختلف تاریخی، موزه‌ها و شرکت در جشنواره‌های هنری انجام می‌شود.
گردشگری فرهنگی خواهان آشنایی بافرهنگ مناطق مختلف و کاوش در چشم‌اندازهای فرهنگی جوامع انسانی و درک آن‌هاست. امروزه، آثار باستانی و تاریخی جاذبه‌های فرهنگی از عوامل مهم در جذب گردشگری است. چرا که آثار باستانی و کهن هر جامعه‌ای معرف فرهنگ خاص همان کشور و دارای ویژگی‌ها و ارزش‌های درخور توجه همان مملکت و مرزوبوم است. این آثار دارای ارزش‌های معنوی بسیار زیاد برای آن قوم و جاذبه‌ای برای دیگران است و در نتیجه باعث جلب و جذب دیگران برای بازدید و شناخت آن جاذبه‌ها و آثار می‌شود (ساعی و همکاران، ۱۳۸۹). این نوع جهانگردی برای آشنایی با میراث‌های هنری، فرهنگی، آداب‌ورسوم و بناهای تاریخی با اهداف گوناگون ازجمله آموزشی و پژوهشی صورت می‌گیرد گفته می‌شود (شمس، امینی، ۱۳۸۸). با توجه به این تعاریف بافت‌های تاریخی بستری مناسب جهت برآورده شدن بسیاری از اهداف گردشگری با تأکید بر گردشگری تاریخی_فرهنگی می‌باشند. آشنایی با کالبد، معنا و فعالیت‌های درون بافت‌های تاریخی به‌عنوان کلیتی جامع بوده که هم‌زمان آشنایی با میراث‌های فرهنگی، هنری و تاریخی را میسر می‌سازد. گردشگری فرهنگی نیز، بخش مهمی از تقاضای جهانی گردشگری را تشکیل می‌دهد. طبق آمار سازمان جهانی گردشگری ۳۷ درصد گردشگری بین‌المللی باانگیزه فرهنگی انجام می‌شود و این تقاضا در حال افزایش است. گردشگری فرهنگی یک تجربه‌آموزشی و تفریحی است که هنر را با میراث اجتماعی، طبیعی و تاریخی در هم می‌آمیزد و مردم را دربارهٔ جنبه‌های اجرایی، هنری، معماری و تاریخی یک مکان خاص آموزش می‌دهد. بازدیدکننده‌ها به وسیله مردم از ظواهر جامعه میزبان به‌صورت کامل به هیجان درمی‌آیند، این هیجان به وسیله آثار هنری تاریخی، علمی، سبک زندگی یا میراثی است که از طرف جامعه میزبان، منطقه، گروه یا مؤسسات مطرح می‌شود (افخمی، ۱۳۸۶). از نظر فنی گردشگری فرهنگی شامل حرکت انسان برای دیدن جاذبه-های فرهنگی خاص همچون مکان‌های میراث‌های فرهنگی، نشانه‌های زیباشناختی و فرهنگی، هنرها و نمایش‌ها که در خارج از مکان معمولی سکونت قرار دارد می‌شود (پاپلی یزدی، سقایی، ۱۳۸۵).

### گردشگری مجازی
گردشگری مجازی (e-tourism) مقوله جالبی است که حداکثر دو دهه از پدید آمدن آن می‌گذرد. گردشگری مجازی، حضور در سرزمین دیجیتالی وب و مشاهده داده‌های صوتی، متنی و تصویری از دنیای فیزیکی پیرامون ما است.
دور دنیا با یک کلیک، آرزویی بود که امروزه از مرحله واقعیت به حقیقتی غیرقابل انکار مبدل شده‌است. بااستفاده از تور مجازی کاخ موزه‌ها، اماکن باستانی جهان می‌توان به دنیایی اطلاعات متنی و تصویری از نمادهای تاریخ باستان دست یافت.
یکی دیگر از مسائلی جهانگردی، راه‌اندازی تورهای مجازی است. این قبیل تورها به کمک تصاویر ویدئویی و عکس‌های سه‌بعدی چشم‌اندازهای زیبایی را از محل سفر نشان می‌دهند تا تمایل افراد برای انجام این مسافرت افزایش یابد که در مطلب معرفی تور مجازی به صورت کامل به آن پرداختیم. مجریان تورهای مجازی معمولاً عکس‌های روی اینترنت را بسیار باکیفیت و با تمام جزئیات آن مکان به نمایش می‌گذارند. برای تهیه این قبیل تصاویر عکاس مجبور است که چند عکس را از قسمت‌های مختلف فضای مورد نظر تهیه کرده و آن‌ها را به صورت ماهرانه‌ای در کنار یکدیگر قرار دهد که برای کسب اطلاعات دقیق تر می‌توانید به مطلب عکاسی پاناروما مراجعه نمایید.
تور مجازی عبارت است از ترکیبی از تصاویر، نماهای ۳ بعدی، نماهای سراسرنما (۳۶۰ درجه)، ویدئو، صوت و … که یک فضای حقیقی را مدل‌سازی کرده و به کاربر امکان می‌دهد که در این فضا به صورت مجازی به گشت وگذار بپردازد و از محیط مجازی اطلاعات مورد نظر خود را کسب کنند.

### بوم گردی
بوم گردی ممکن است به عنوان حرکت افراد از محل زندگی عادی خود به مناطق روستایی برای حداقل مدت بیست و چهار ساعت تا حداکثر شش ماه فقط با هدف اوقات فراغت و تفریح تعریف شود. گردشگری روستایی به کلیه فعالیت‌های گردشگری دریک منطقه روستایی گفته می‌شود.

#### کنفرانس بین‌المللی گردشگری روستایی و توسعه منطقه ای(ICRTRD 2021)
در ۲۱–۲۲ ژوئن ۲۰۲۱ (۳۱ خرداد تا ۱ تیر۱۴۰۰) در ونیز، ایتالیا برگزار خواهد شد. هدف کنفرانس بین‌المللی گردشگری روستایی و توسعه منطقه‌ای است.

### گردشگری درمانی
گردشگر درمانی یا گردشگری سلامت، همواره وجود داشته ولی تا قبل از قرن هجدهم اهمیت چندانی برای آن قائل نبودند. در انگلستان این بخش به شهرهای دارای چشمه‌های آب گرم اختصاص داشت و عموماً مناطقی که آب‌های معدنی داشتند برای درمان امراض مختلف از بیماری‌های روده‌ای گرفته تا کبدی و برونشیت مورد توجه قرار می‌گرفتند.
امروزه برخی کشورهای پیشرفته در زمینه بهداشت و درمان، اقدام به توسعه شهرک‌های گردشگری درمانی در کشورهای خود نموده‌اند تا بیمارانی که نیاز به عمل‌های جراحی دارند که هزینه این اقدامات در آن کشورها بسیار بالا بوده یا تحت بیمه‌های درمانی قرار ندارند، تصمیم به درمان خود در کشورهای میزبان گردشگران درمانی نمایند که این کشورها به دلیل حضور بلندمدت بیماران در مراکز درمانی به علت طولانی شدن مدت بهبودی، درآمد قابل توجهی از این طریق کسب می‌کنند. کشور کره جنوبی، با جذب ۱۰ میلیارد دلار در سال ۲۰۱۳ (میلادی) از این طریق، در جهان، رکورددار است.

### گردشگری روستایی
گردشگری انواع متعددی دارد که یکی از بخش‌های آن روستا گردی یا گردشگری روستایی است. در این نوع از گردشگری، گردشگران به روستاها سفر می‌کنند و با جاذبه‌های گردشگری، آداب و رسوم، معماری خانه‌ها، صنایع دستی و … مختلف هر روستا آشنا می‌شوند.
از مهم‌ترین قطب‌های گردشگری روستایی می‌توان به روستای گردشگری لرد در استان اردبیل، کندوان در آذربایجان شرقی، ابیانه در نطنز استان اصفهان اشاره کرد.

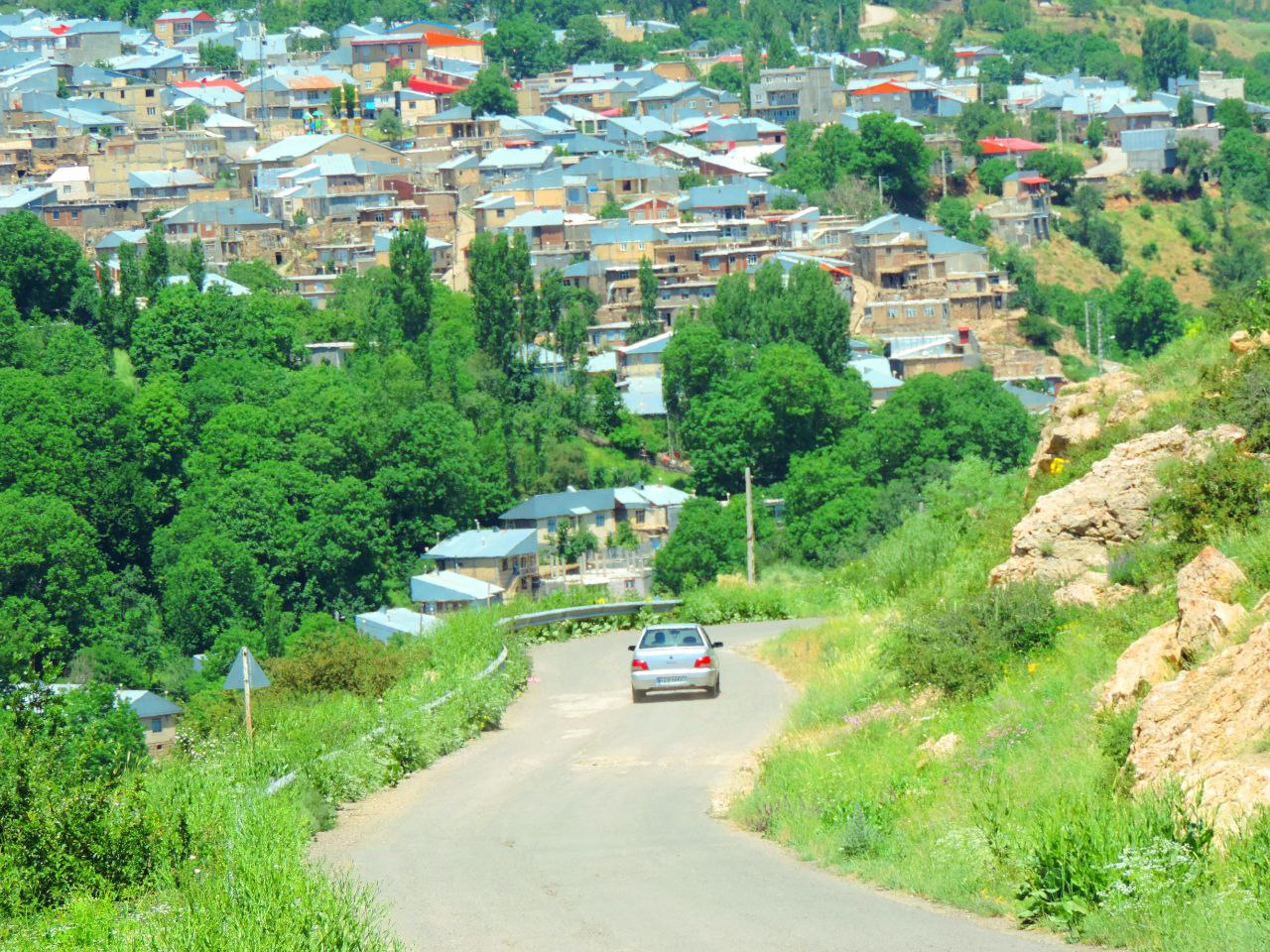
نمایی از روستای گردشگری لرد استان اردبیل در خرداد ماه

### گردشگری تفریحی

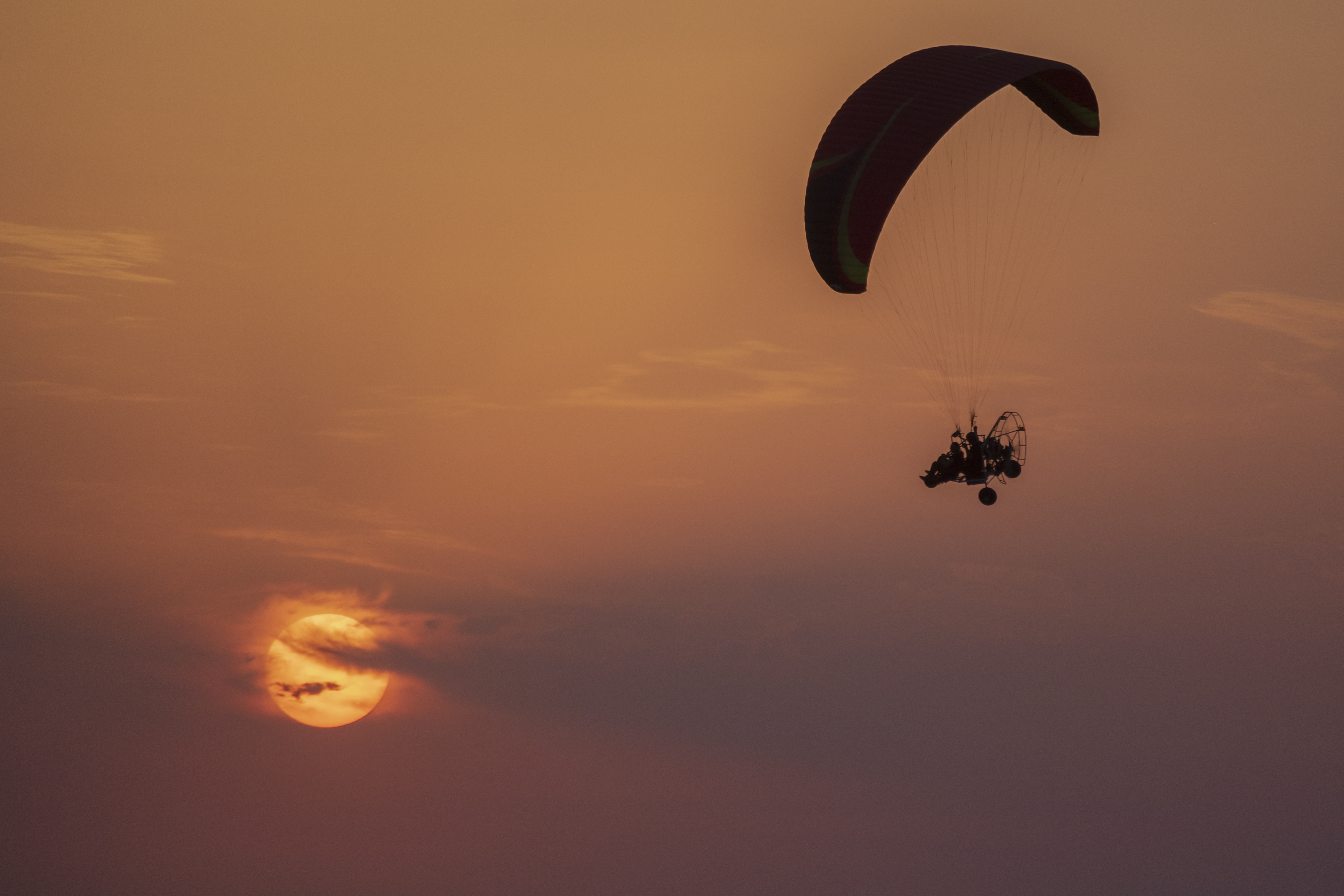
ورزشهای ساحلی برای گردشگران تفریحی در ساحل سرخ رود استان مازندران

سفر تفریحی از ابداعات انگلستان بود و ریشه در عوامل جامعه شناختی داشت. بریتانیا نخستین کشور اروپایی بود که انقلاب صنعتی را آغاز نمود و جامعه صنعتی نخستین جامعه‌ای بود که فرصت تفریح را برای تعداد روزافزونی از مردم فراهم می‌آورد. در شروع کار این تفریحات برای طبقه کارگری ممکن نبود بلکه صاحبان ماشین تولید مالکین کارخانجات و تجار و اقتصاد مدارها از این فرصت بهره‌مند بودند. بدین ترتیب طبقه متوسط هم پدید آمد.
در نامگذاری بسیاری از این مناطق ردپایی از اصل و ریشه بریتانیایی دیده می‌شود؛ مثلاً در نیس که اولین مرکز تفریحی ایام تعطیلات در فرانسه بود مراسم ویژه‌ای به نام پرومناد دزانگلی برگزار می‌شود. در بسیاری از دیگر ایام تاریخی قاره اروپا و حتی نامگذاری هتل‌های قصرگونه نیز این قاعده مستثنی نیستند و نام‌هایی چون هتل بریستول، کارلتون و مجستیک جملگی نشان از تأثیرگذاری‌های مشتری‌های انگلیسی دارند.

### گردشگری انتظار
گردشگری انتظار (Expectation Tourism) نوعی از گردشگری است که در سال ۲۰۱۷ میلادی به روش علمی شناسایی و معرفی شده‌است. البته این نوع گردشگری از سده‌های قبل نیز در نقاط مختلف جهان رواج داشته‌است. در این نوع گردشگری بازدید کنندگآن به نقاط و مکانهایی مسافرت می‌کنند که معتقد هستند ناجی بشریت ارتباطی با آن نقاط داشته یا دارد. این اصطلاح برای اولین بار در مقاله ای به همین عنوان در نشریه ای در بلژیک معرفی گردیده‌است.

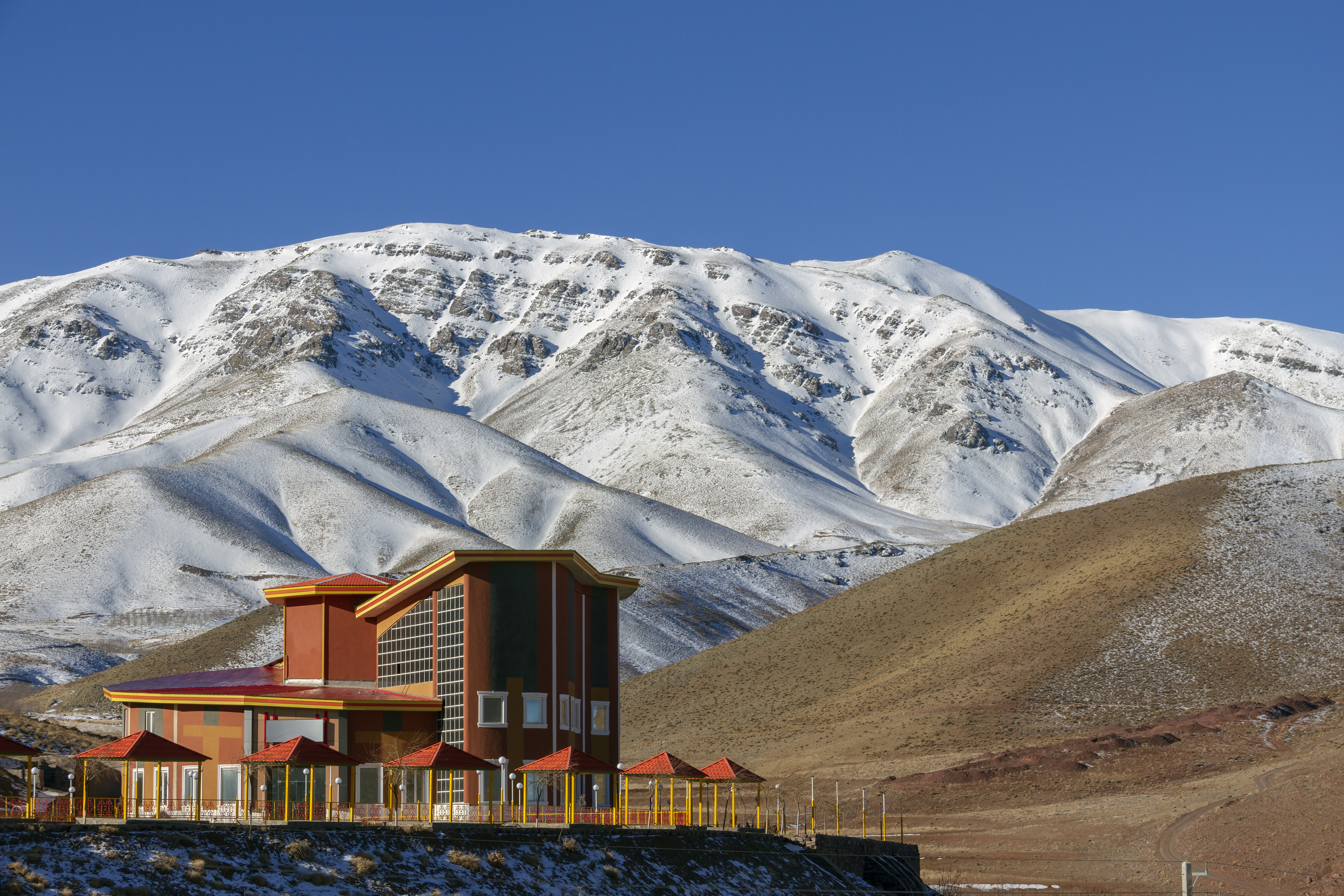
چشم‌انداز زمستانی یک مجتمع توریستی گردشگری

### گردشگری زمستانی
ورزش‌های زمستانی عمدتاً از اختراعات طبقات مرفه بریتانیا هستند که در بدو امر در روستاهای زرمات، والایس و سنت موریتس سوئیس در سال ۱۸۶۴ مطرح و معرفی شده‌اند.
نخستین تور ورزشی زمستانی برای ایام تعطیل یا تعطیلات زمستانی در سال ۱۹۰۳ عازم آولبودن شد که آن هم در سوئیس بود.
ورزش سازماندهی شده در بریتانیا پیش از رسیدن به کشورهای دیگر به رونق رسیده بود. واژگان ورزش شاهد این مدعا هستند از جمله: راگبی، فوتبال و بوکس که تماماً ریشه انگلیسی دارند حتی تنیس که یک ورزش اصیل فرانسوی است از سوی بریتانیایی‌ها جنبه رسمی پیدا کرد و قانونمند شد و حتی اولین میزبانی رقابت‌های قهرمانی در قرن نوزدهم را عهده‌دار شد (درویمبلی) ورزش‌های زمستانی پاسخ طبیعی به نیاز کلاس خاصی به تفریح در سردترین فصل سال بود.
برخی معتقدند، مناطقی زیادی در ایران مانند لرستان ظرفیت مناسبی برای توسعه گردشگری زمستانی دارند.

### گردشگری انبوه
مسافرت دسته جمعی تا دو شرط تأمین نشود به فعلیت درنمی‌آید.
- پیشرفت در تکنولوژی که حمل و نقل جمع زیادی را ممکن می‌سازد. بدون این که نیاز به فضا و زمان زیادی داشته باشد تا به مراکز تفریحی برسند.
- عده بیشتری شروع به استفاده از اوقات فراغت نمایند.

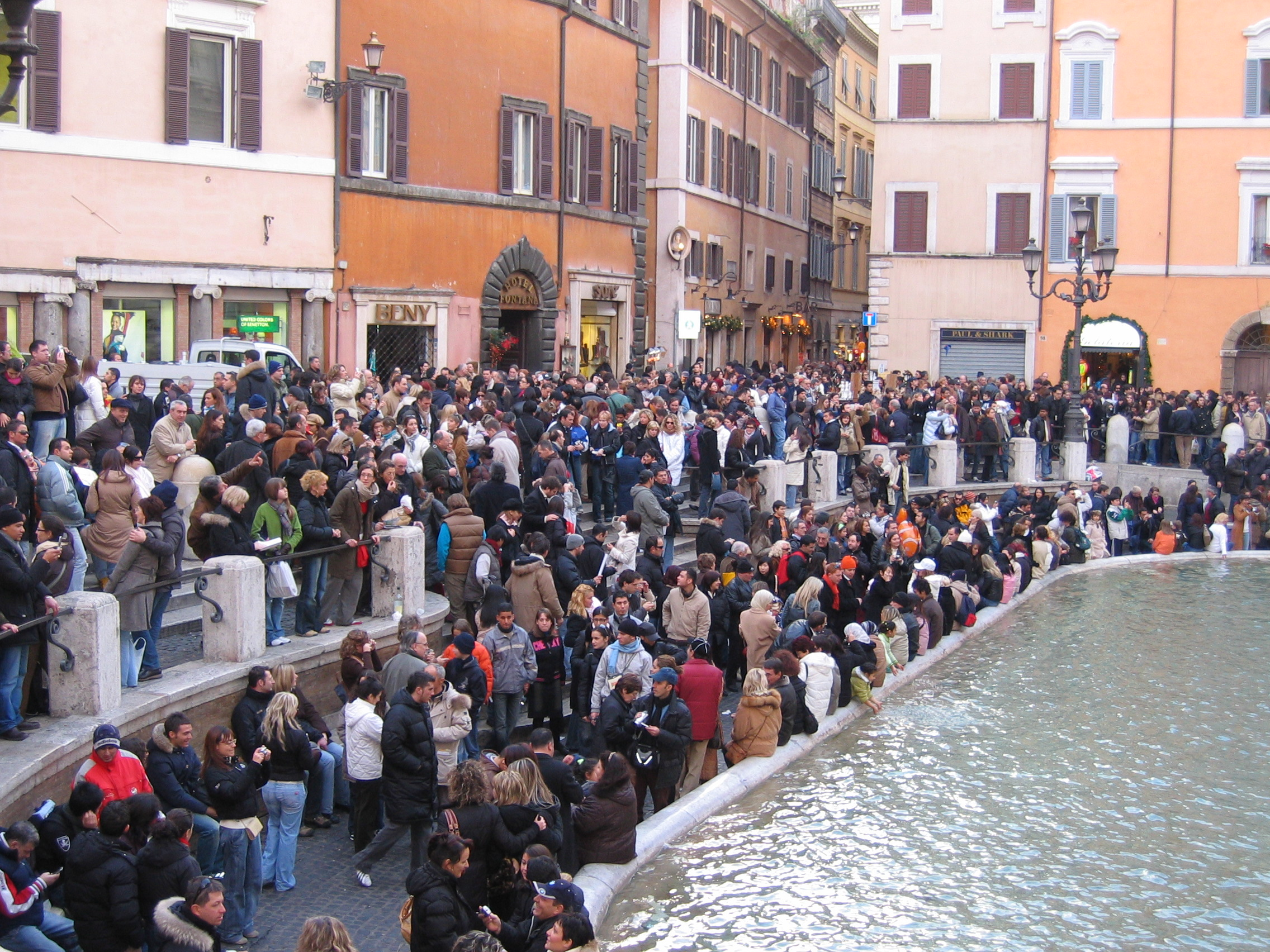
تعدادی توریست در فواره تروی، شهر رم ایتالیا

پدر گردشگری گروهی نوین توماس کوک بود که در ۵ ژوئیه ۱۸۴۱ اولین تور بزرگ گروهی را سازماندهی کرد. او یک سفر گروهی ۵۷ نفری با هزینهٔ هر نفر یک شیلینگ را برای کارکنان راه‌آهن ترتیب داد که از لیچستر به لاگ بورو به مسافت ۱۱ مایل را طی نمودند.
چیزی نگذشت که عدهٔ زیادی به تقلید از وی روی آوردند (مثل انجمن گردشگری پلی تکنیک، دین وداوسون و غیره) و در نتیجه این ضعف به سرعت در بریتانیا رشد کرد. در عصر ویکتوریا رشد اصلی در میان طبقهٔ متوسط جامعه بود که در مشاغل خود از مرخصی برخوردار شده بودند و می‌توانستند به سفرهای تفریحی بروند و حتی مدتی در سفر اقامت هم داشته باشند. اقامتگاه آنان نیز توسط سازمان‌های کارفرما تحت عنوان «مسکن اداری» تأمین می‌شد.
مرخصی‌های با حقوق از دیگر عوامل تأثیرگذار بر توسعه صنعت گردشگری بود:
- یک و نیم میلیون کارگر در سال (۱۹۲۵) از این امتیاز برخوردار شدند.
- وتا سال ۱۹۳۹ این جمعیت به ۱۱ میلیون نفر (یعنی ۳۰درصد جمعیت در خانواده‌ها) رسید.

#### گردشگری گروهی بین‌المللی
سرعت زیاد قطار به معنی قابلیت توسعه صنعت گردشگری در عرصهٔ بین‌المللی بود. می‌توان سفرهای دریایی آسان را هم به آن اضافه کرد. تا سال ۱۹۰۱ تعداد افرادی که از کانال انگلیس به طرف فرانسه یا بلژیک می‌رفتند به نیم میلیون نفر در سال رسید. شرکت‌های کشتیرانی نگران کابین‌های خالی کشتی‌هایشان بودند؛ مثلاً شرکت ناوبری پنینسولار و اورینتال استیم دریافت که عمدهٔ مسافران آنان به هندوستان و خاور دور در ماه مارس، سوار کشتی می‌شوند. متعاقباً ترتیبی دادند تا مردم ایام تعطیل را با رغبت بیشتری در مسیر دریایی لندن به لیبسون و جیبرالتار بگذرانند. دیگر شرکت‌ها نیز کشتی‌های قدیمی خود را در مسیر گشت‌های تابستانی قرار دادند.

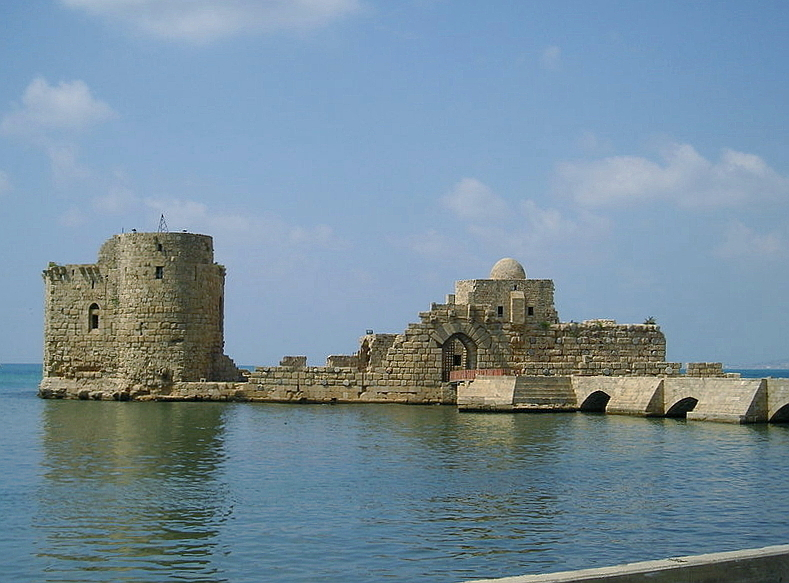
قلعه دریایی سیدون، سیدون لبنان

اما عصر واقعی مسافرت‌های جمعی و گروهی بین‌المللی پس از جنگ جهانی دوم با مسافرت‌های هوایی، رشد بیشتری یافت. در دوران پس از جنگ، بخش عمدهٔ هواپیماهای ترابری مثل داگلاس داکوتا که از اعتماد و قابلیت بالایی برخوردار بود با همراهی خلبانان نظامی به کار حمل و نقل مسافر پرداختند؛ و به صورت پروازهای چارتر وارد عمل شدند. متخصصین گردشگری هم برای پروازهای اروپایی مثل پاریس و اوستند از آن‌ها استفاده می‌کردند.
ولادیمیر رایتس روش نوینی را برای گردشگری در ۲۰ می ۱۹۵۰ در شرکت جدید التأسیس افق، یا هورایزن ابداع کرد و طی آن سفر دوهفته‌ای به کالوی را طراحی نمود. سفر با این تور اختصاصی برای هر نفر ۳۲ پوند و ۱۰ سنت بود. مسافران می‌توانستند در چادرهای سفر بخوابند و دو وعده غذا و شراب محلی بخورند. چنین سفری برای مردم جنگ دیده جنگ جهانی دوم بسیار روحیه‌بخش بود. ظرف مدت ۱۰ سال شرکت وی گردشگری گروهی را شروع کرده بود و مقاصد پالما دومایورکا (۱۹۵۲)، لوردس (۱۹۵۳)، کوستا براوا (۱۹۵۴)، آلگیرو (۱۹۵۴)، دمینورکا (۱۹۵۵)، پورتو (۱۹۵۶)، کازابلانکا (۱۹۵۷) و کاستا دلسول (۱۹۵۹) را پوشش می‌داد.

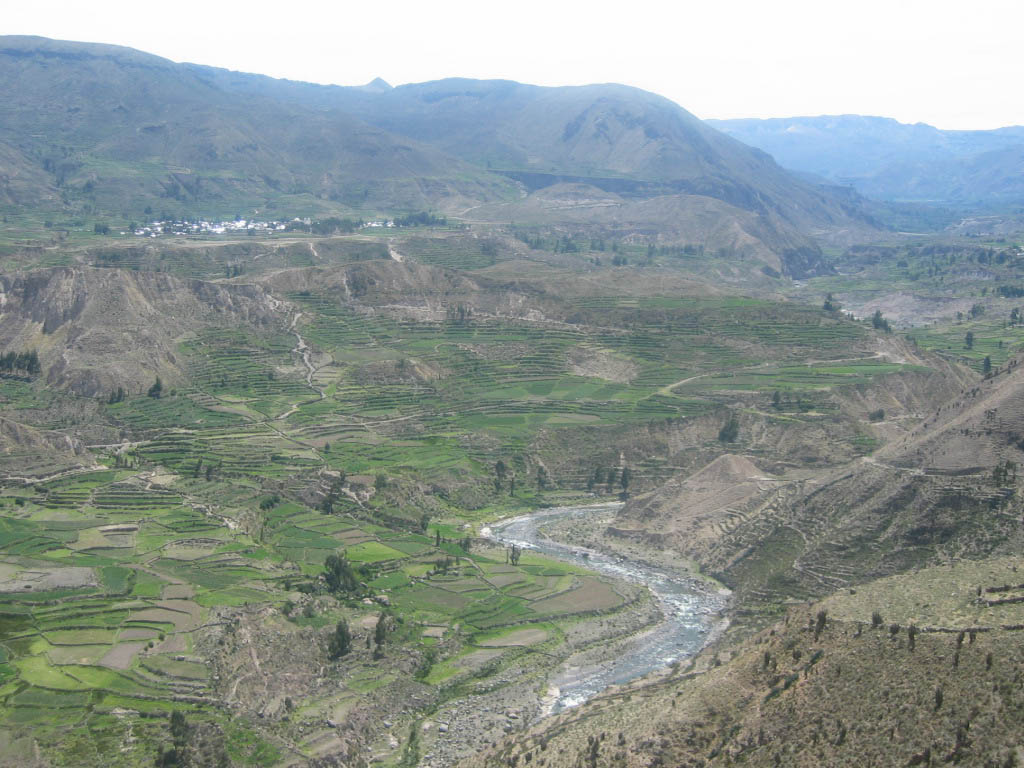
کولکا کانیون در شهر آرکیوپا پرو

اما این تورها با خطوط هواپیمایی ارزان و به وسیلهٔ پکیج‌های گردشگری بین‌المللی انجام می‌شدند.
معرفی سیستم قانونمند خطوط هواپیمایی پس از جنگ نیز از عوامل مؤثر در توسعه صنعت گردشگری بود. موافقت‌نامه‌های دو جانبه سبب تثبیت قیمت بلیت هواپیماها می‌شد و همین امر صندلی‌های خالی هواپیما را به حداقل می‌رسانید. به ویژه این که خرید یک‌جای انبوه بلیط‌ها توسط تورهای جمعی متضمن سود اقتصادی این خطوط بود و بدین‌سان اساس تورهای گروهی نوین بنا نهاده شد.
این پیشرفت‌ها با افزایش جدی کیفیت استانداردهای زندگی در بریتانیا همراه شدند؛ و در اواخر دهه ۱۹۵۰ بود که هارولد مکمیلان جرأت کرد مدعی شود «هرگز چنین تجربهٔ خوبی نداشته‌اید».
همچنین در اواخر این دهه تحول چشمگیر دیگری حادث شد. افت ارزش پزوتا سبب شد که اسپانیا مقصد خوبی برای گردشگران شود. ارزانی نرخ اسکان، گردشگران زیادی را جذب کرد. توریسم گروهی در این ایام به شدت رونق گرفته بود و میدان آن‌ها در پی افزایش فرصت‌های گردشگری و کاهش نرخ‌ها در کشورهای دیگری بودند که استاندارد زندگی در آن‌ها پایین‌تر باشد. اما نقاط فقیر دنیا که در آن ایام شاهد جذب گردشگر بودند با رشد استانداردهای زندگی مواجه شدند و از قبل توریسم سود سرشاری کسب کردند.
اسپانیا و جزایر بالریک از مقاصد اصلی توریسم شدند و در دهه ۱۹۸۰ توسعه در آن‌ها به اوج خود رسید. در عین حال متولیان صنعت توریسم در بریتانیا آنگارو را در پرتغال بنا کردند. جستجوی بی‌وقفه برای یافتن مقاصد جدید و ارزانتر سبب شد این صنعت به جزایر یونان، ایتالیا، تونس، مراکش، بخش‌هایی از سواحل ترکیه و اخیراً کراوسی کشیده شود.
امروزه برای کارگرانی که در لندن زندگی می‌کنند دسترسی به ونیز به مراتب ساده‌تر از دسترسی به برایتون در ۱۰۰ سال قبل است. این تحولات سبب شد تا از دهه ۱۹۷۰ به بعد سواحل بریتانیا از رونق بیافتند. برخی از این نواحی ساحلی مثل نیوبرایتون کلاً از بین رفتند. برخی دیگر هم دوباره خود را احیا کردند و امروزه شاهد سفرهای روزمره و حضور گردشگران در ایام تعطیل آخر هفته هستند.

### سایر گونه‌های گردشگری

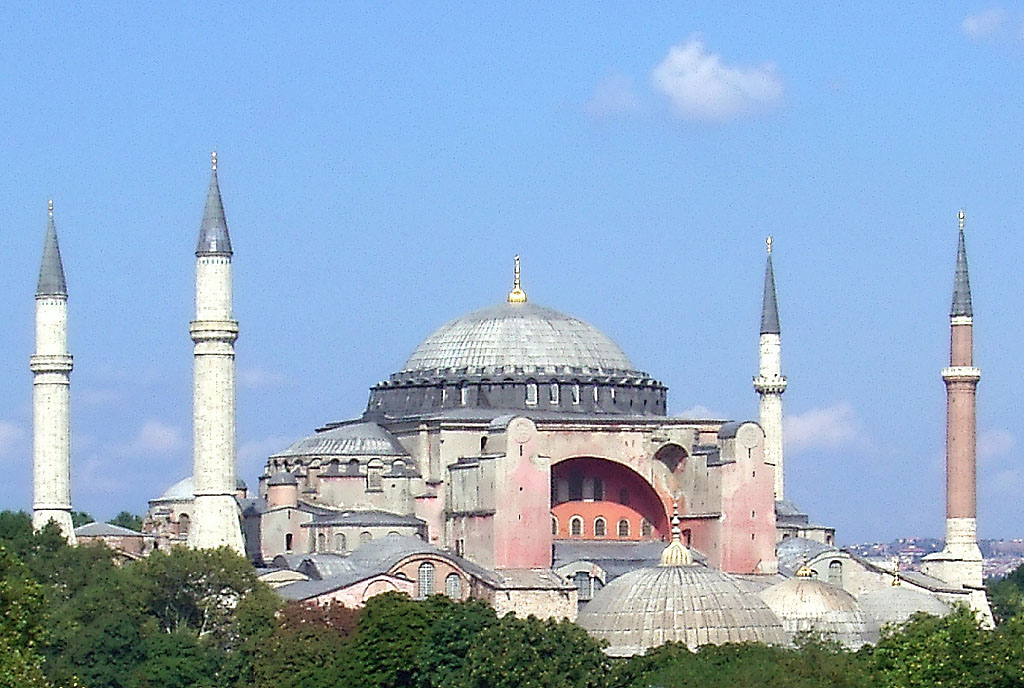
مسجد ایاصوفیه در شهر استانبول کشور ترکیه.

- بوم گردی (اکوتوریسم): سفری است مسئولانه به جاذبه‌های طبیعی به طوری که حافظ زیست‌بوم بوده، سبب پایداری کیفیت زندگی مردم منطقه شده، شامل آموزش بوده و در آن گردشگر و در فعالیت‌های سودآور اجتماعی-اقتصادی مردم محلی مشارکت داشته باشد.
- زمین گردشگری (ژئوتوریسم): گردش در طبیعت با تأکید بر طبیعت بی جان (زمین شناختی).
- کویرگردی: گردش در مناطق بکر کویری مثل کویرنوردی در کلوتهای شهداد.
- گردشگری ورزشی: به منظور انجام ورزشی خاص یا شرکت در مسابقات بین‌المللی.
- گردشگری فضایی: گونه جدیدی در صنعت گردشگری است که فعلاً توسط آژانس فضایی روسیه و با اعزام داوطلبان به ایستگاه بین‌المللی فضایی آغاز شده‌است.
- گردشگری تفریحی: رایج‌ترین نوع گردشگری که برای تفریح و بازدید از کشور مقصد صورت می‌گیرد.
- گردشگری شهری:مراد از آن گردشگری است که در سطح شهرها انجام می‌گیرد.
- گردشگری درمانی: برای بهره‌گیری از آب‌های گرم معدنی یا برای بهره‌گیری از امکانات تشخیصی و درمانی مثل درمانگاه‌ها و بیمارستان‌های کشورهای دارای این ظرفیت.
- گردشگری مذهبی: زیارت و حج و سفرهای دینی مسلمانان و هندویان و غیره.
- گردشگری بازاری: سفر گردشی به منظور خرید و فروش کالا.
- گردشگری همایشی: برای شرکت در همایش‌ها و بازدید از مناطق.
- گردشگری الکترونیک (الکترونیک توریسم): در بر گیرنده اطلاعات و انجام بخش اعظم سفر به صورت مجازی می‌باشد.

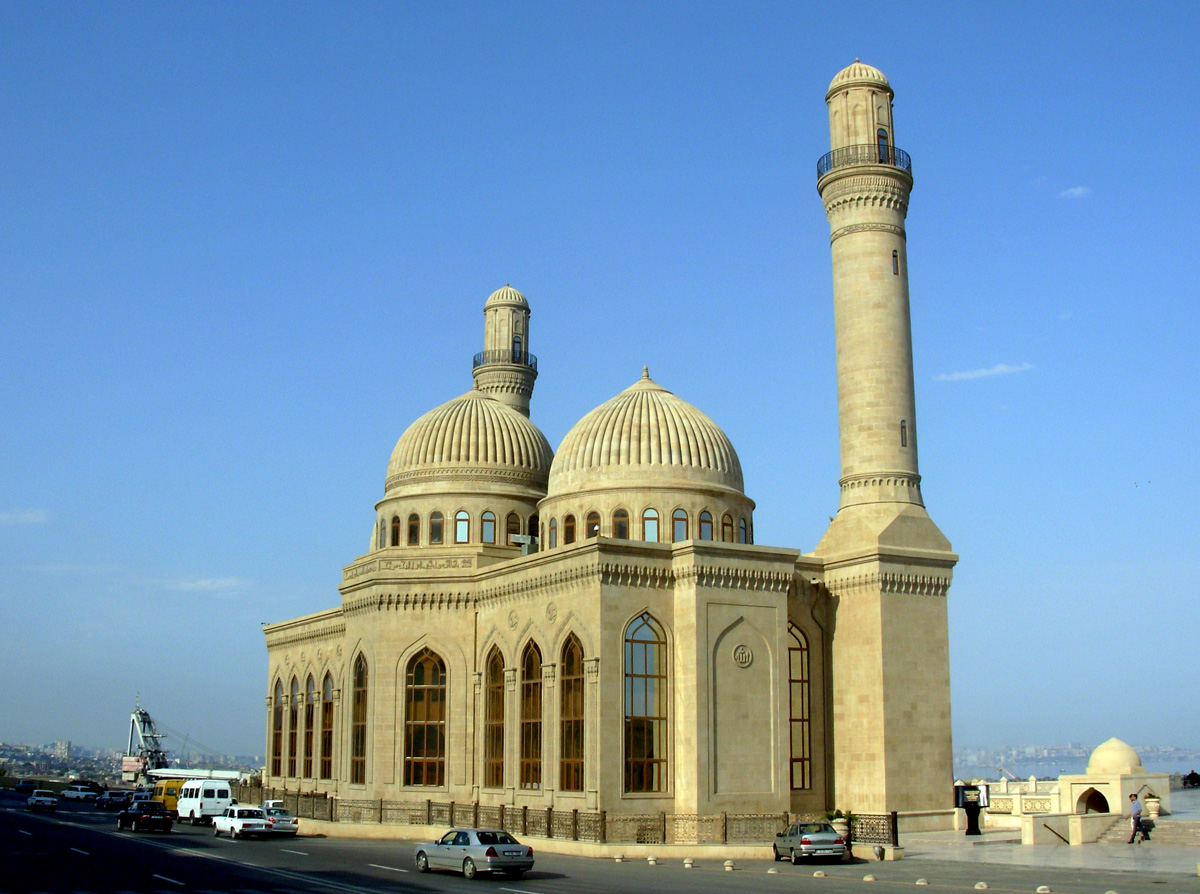
مسجد بی‌بی هیبت یک مسجد قدیمی در باکو، کشور آذربایجان

طی چند دهه اخیر اشکال دیگری از گردشگری شهرت بیشتری پیدا کرده‌اند. برای نمونه می‌توان به این اشکال اشاره کرد:
- «مسافرت ماجراجویی» که در آن از نواحی ناهموار بازدید می‌شود یا ورزش‌های ماجراجویانه مثل کوهنوردی و قدم زدن (پیاده‌روی) انجام می‌گیرد.
- «مسافرت کشاورزی» مسافرت مبتنی بر صنعت کشاورزی که به پشتیبانی از اقتصاد کشاورزی بومی منطقه انجام می‌شود.
- «مسافرت نیاشناسی» (که آن را مسافرت نسب‌شناسی) هم می‌گویند و هدف از آن سفر به دیار آبا و اجدادی و زادگاه نیاکان و گاهی آشنا شدن با فامیل است.
- «مسافرت میزی» و «مسافرت مجازی» که در آن فرد به صورت فیزیکی سفر نمی‌کند بلکه از طریق اینترنت، کتاب‌ها، تلویزیون و غیره به کشف دنیا می‌پردازد.
- «مسافرت صوتی» شامل تورهای صوتی در حین قدم زدن و سایر اشکال راهنمایی صوتی مثلاً در موزه‌ها و نیز کتب سفر شنیداری می‌شود.
- «مسافرت فرهنگی» شامل گردشگری شهری بازدید از اماکن و شهرهای تاریخی و دیدنی مثل برلین، کاتماندو، لاهور، لیما، بوینس آیرس، لندن، پاریس، دهلی، رم، پراگ، دوبروفنیک، پکن، استانبول، کیوتو، ورشو و مشاهده میراث فرهنگی آنان می‌شود. این گردش می‌تواند حاوی تجربه واقعی و تخصصی فرهنگی هم باشد مثلاً در توریسم موزه هنری که در آن افراد از انواع موزه‌ها بازدید می‌کنند یا توریسم اپرا که در آن از کنسرت‌ها و اپراها دیدن می‌شود.
- «گردشگری تاریک» این نوع از توریسم به منزلهٔ سفر به مناطق مرتبط با موضوع مرگ رنج است. اولین تور از این دست سفرهایی بود که به لیک هورست انجام شد تا از محل سقوط کشتی فضایی هیندربرگ در نیوجرسی بازدید به عمل آید.
- «مسافرت مصیبت» سفر به مناطق مصیبت زده‌است که هدف اصلی نه کمک به مردم بلکه دیدن صحنه‌های جالب است. اگر این بازدیدها مانع عملیات امداد و نجات و کارهای تعمیراتی باشد می‌توان مسئله‌ساز هم بشود.
- «مسافرت دارو و مواد مخدر» این نوع توریسم به سفرهای خاصی گفته می‌شود که با هدف تهیه دارو اعم از نوع مجاز و غیرمجاز آن انجام می‌گیرند.
- «مسافرت زیست‌محیطی» در این نوع گردش کمترین اثر سؤ بر محیط زیست ایجاد می‌شود مثلاً تورهای صحرایی کنیا، گردش در جنگل‌های بارانی بلیز و پیاده‌روی در لاپلاند یا در پارک ملی.
- «مسافرت تحصیلی» شامل سفر به مراکز تحصیلی یا بازگشت به زندگی جنگلی یا سایر نقاطی می‌شود که در آن‌ها می‌توان انواع کلاس‌ها را تجربه کرد. مثل کلاس‌های آشپزی صنایع دستی و غیره.
- «مسافرت افراطی» شامل سفر به نقاط خطرناک و دارای ریسک بالا.
- «مسافرت قمار» مثل سفر به شهر آتلانتیک در نیوجرسی، لاس وگاس در نوادا، پام اسپرینگز در کالیفرنیا، ماکائو در چین، مونته کارلو در موناکو و نیز تفلیس و باتومی و ایروان، برای انواع قمار در کازینوها.
- «گردش در باغ» بازدید از باغ‌های گیاه‌شناسی در مناطق معروف از نظر تاریخ گیاه‌شناسی مثل ورسیلز و تاج محل.
- «مسافرت میراث» بازدید از نواحی تاریخی مثل رم، آتن، کراکو یا مراکز صنعتی مثل کانال‌ها و راه‌آهن‌ها و رزم گاه‌های قدیمی و غیره.
- «مسافرت سلامت» معمولاً برای فرار از شهرها و گریز از استرس یا شاید برای لذت بردن از آفتاب و غیره می‌باشد. اغلب به استراحت گاه‌ها یا «چشمه‌های آب گرم».
- «مسافرت سرگرمی» گردش به تنهایی یا گروهی برای مشارکت در سرگرمی‌ها، دیدار با دیگران و افرادیکه علایق مشابهی را دنبال می‌کنند یا مایلند تجربه‌ای خاص در مورد یک سرگرمی داشته باشند. مثل تورهای باغی، رادیوی آماتور، یا سیرک‌های رقص میدانی.
- «مسافرت جامع» ویژه کسانی که ناتوانی یا محدودیت‌های کارکردی دارند. در بعضی از مناطق به آن «توریسم همگانی» گفته می‌شود. اساس کار آن‌ها را اصول طراحی و توسعه مقصد جهانی تشکیل می‌دهد.
- «مسافرت پزشکی» مثل:
  - انجام امور خاص پزشکی که در کشور خاصی غیرقانونی محسوب می‌شود مثل سقط جنین و مرسی کیلینگ
  - برای مراقبت‌های پیشرفته پزشکی که در کشوری وجود ندارد.
  - در مواردی که اقدامات پزشکی با نوبت‌های طولانی همراه باشد.
  - بهره‌مندی از مراقبت درمانی ارزان یا رایگان
- «مسافرت فرهنگ پاپ» گردشی که در آن افراد از محل خاصی دیدن می‌کنند و عموماً در پی دیدن فیلم یا خواندن مطلبی در مورد آن هستند.
- «مسافرت دائمی» افراد ثروتمند همیشه در سفرهای شغلی و حرفه‌ای هستند و برخی از آن‌ها با هدف گریز از مالیات و اینکه ساکن کشور خاصی محسوب نشوند از این نوع گردش استفاده می‌کنند.
- گردشگری مذهبی یا زیارت یا «مسافرت زیارتی» زائران اماکن مقدس قدیمی (مثل برخی نقاط زیارتی در رم و سانتیاگو دی کامپوستلا ویژهٔ کاتولیکها)، معابر و عبادتگاه‌های ویژه هندوان و بودائیان، مونت آتوس یا کلیساهای رنگ آمیزی شده شمال مولداوی برای ارتودکس‌ها و مراکز مذهبی مانند مساجد، مقبره‌ها و غیره.
- گردشگری جنسی که به سفر با اهداف جنسی مثلاً با قصد برقراری رابطه جنسی به خصوص با زنان روسپی انجام می‌شود.
- گردشگری زایمان که به سفر با هدف تولد فرزند در کشور مقصد انجام می‌شود.
- «مسافرت تک نفره» که به سفر یک‌نفره گفته می‌شود.
- «سفر ورزشی» یکی از راه‌های گذراندن تعطیلات پرداختن به ورزش‌هایی چون اسکی گلف و شیرجه است. سفر برای تماشای رویدادهای ورزشی بین‌المللی مهم مثل جام جهانی فوتبال یا همراهی تورهای The Ashes.
- «گردشگری فضایی» به گونه جدیدی از گردشگری گفته می‌شود که در طی آن گردشگر سوار بر یک فضاپیما راهی سفر زیرمداری یا سفر مداری می‌شود. سفرهای زیرمداری در حال حاضر هنوز عملیاتی نشده‌است اما سفرهای مداری توسط سازمان فضایی فدرال روسیه به مقصد ایستگاه بین‌المللی فضایی انجام می‌گیرد. هزینه این سفر اکنون ۲۵ میلیون دلار آمریکا است.
- «سفر بی هدف» به سفری گفته می‌شود که در آن فردی سفر را از مقصد سفر مهم‌تر می‌داند و دائماً بدون هدف خاصی رهسپار مسافرت می‌شود.
- «سفر شرابی» بازدید از مناطق تهیه شراب باغ‌های انگور ویژه تولید شراب میخانهها مراکز چشیدن انواع شراب جشنواره شراب و امکان خاصی که با هدف مصرف و خرید شراب فعالیت دارند.

## پیشرفت‌های اخیر
طی چند دهه اخیر شاهد رشد چشمگیر صنعت گردشگری، به‌ویژه در اروپا، بوده‌ایم و سفرهای بین‌المللی برای تعطیلات کوتاه بسیار مرسوم شده‌است. گردشگران از درآمد بیشتر و اوقات فراغت بیشتری برخوردار شده‌اند. همچنین از سطح تحصیلات و ذائقه‌های متنوع بیشتری هم بهره می‌گیرند؛ لذا امروزه بیش از هر زمان دیگری در پی کیفیت برتر هستند و در نتیجه:
- بازار گردشگری گروهی برای استفاده از آفتاب دریا و شن به شدت تفکیک شده‌است. مردم به صورت‌های کاملاً اختصاصی این جذابیت‌ها گرایش نشان می‌دهند مثلاً «کلوپ ۳۰–۱۸» از هتل‌های آرامتر و مجلل‌تری برخوردار است و افراد بیشتری را جذب می‌کند.
- مردم از مکان‌های تفریحی اروپایی و بریتانیایی گرفته تا هتل‌های روستایی را برای اقامت‌های تفریحی کوتاه خود انتخاب می‌کردند.
- مردم برای بازدید از مراکز خاصی که جاذبه و فعالیت‌های خاصی را انجام می‌دهند استقبال می‌کنند.
- پیشرفت‌های زیرساختارهای تکنولوژی و ترابری (به‌ویژه پس از اختراع جمبوجت) انواع سفرهای ایام تعطیلات را مطرح کرده‌اند.
- بازار سفرهای گشت و گذاری در ایام تعطیل رونق گرفته‌است.
- مسافرت‌های طولانی مدت به مقاصد دوردست مثل تایلند یا کنیا مرسوم شده‌اند.
- پدیده پروازهای ارزان قیمت به کمک نسل جدید فرودگاه‌های کوچک محلی به وجود آمده‌است.

همچنین تغییراتی در سبک زندگی ایجاد شده که تعاریف فعلی توریسم را زیر سؤال برده‌اند. برخی مردم (به‌ویژه افرادی بالای سن ۴۵ سالگی و بازنشستگان) به سراغ توریسم رفته و بعضاً تمام سال را با این تورها می‌گذرانند. هفته‌ای چند بار در خارج از منزل غذا می‌خورند، به تئاتر می‌روند، به گشت و گذارهای روزانه می‌پردازند و در سال نیز چند بار مسافرت می‌کنند. بخش اعظم این تغییرات به تنوع خرید منجر شده‌اند. امروزه خرید انواع محصولات گردشگری از طریق اینترنت صورت می‌گیرد. برخی از سایت‌های اینترنتی تخفیف‌های زیادی را برای این محصولات در نظر گرفته‌اند که با هدف جلب مشتری صورت می‌گیرد. البته گاهی در این صنعت اختلالاتی هم بروز می‌کند مثل واقعه ۱۱ سپتامبر ۲۰۰۱ و تهدیدات تروریستی علیه مراکز گردشگری مثل شهرهای اروپایی و بالی. برخی مراکز گردشگری مثل کاستا دل سول، بالیرس و کانکن به دلیل تغییر سلیقه مردم شهرت خود را از دست داده‌اند. چرا که با سایر مراکز تفاوت‌های زیادی دارند. ساخت و ساز و تخریب طبیعت نیز اغلب می‌تواند جلوه‌های زیبایی مناطق مذکور را تغییر داده و کاهش گردشگر را سبب شود. این وضعیت در کاستا براوا در اسپانیا طی دو دهه ۱۹۶۰ و ۱۹۷۰ کاملاً مشهود بوده‌است.
امروزه تنها ۱۱٪ منطقه و فضای سبز آن دست نخورده باقی‌مانده‌است که این امر باعث ایجاد بحران در جذب گردشگر در این منطقه شده‌است. توریسم پایدار با وقوف مردم نسبت به اثرات چشمگیر این صنعت بر جوامع شهرت بیشتری پیدا می‌کند. توریسم در حال حاضر در کشورهای در حال توسعه روبه رشد نهاده و به‌ویژه در فعالیت‌های اقتصادی آن‌ها اهمیت فوق‌العاده‌ای دارد و از عناصر اصلی درآمد ناخالص ملی محسوب می‌شود. در سالیان اخیر تعطیلات دوم یا همان تعطیلات رسمی در میان قشرها مردم از جمله درآمدزایی بیشتر بسیار مورد توجه قرار گرفته‌است. ترکیبات خاص در بسته‌های (پکیج‌های) گردشگری و مراکز عرضه این خدمات مثل مراکز اسکی که در پایان هفته مورد توجه قرار می‌گیرند یا در ایام تعطیل پایان هفته به پارک ملی یا شهری زیبا می‌روند به این درآمدزایی کمک کرده‌است. در۲۶ دسامبر ۲۰۰۴ در اثر واقعه سونامی که به علت زمین لرزه شدید اقیانوس هند درگرفت و مرز کشورهای آسیایی این اقیانوس و مالدیو را درنوردید هزاران تن ناپدید شدند و بسیاری از گردشگران جان باختند. این واقعه و عملیات پاکسازی این مناطق سبب شد تا در صنعت توریسم در منطقه به شدت آسیب ببیند.
اخیراً بعضی از شرکت‌های ایرانی اقدام به ارائه خدمات راهنمایی و پرداخت تورهای گردشی و مکان‌های تفریحی خارجی را در ایران انجام می‌دهند.

## گردشگری پایدار
سازمان جهانی جهانگردی، گردشگری پایدار را این‌گونه تعریف می‌کند «گردشگری ای پایدار است که هم‌زمان با حفظ و افزایش فرصتها برای آینده نیازهای مناطق میزبان و گردشگران حاضر در آن منطقه را فراهم کند.توسعه اکوتوریسم و گردشگری پایدار می‌تواند به عنوان یک راهکار برای افزایش تاب آوری اجتماعی مطرح شود. توسعه اکوتوریسم و گردشگری پایدار به عنوان یک راهکار مؤثر برای افزایش تاب‌آوری اجتماعی در جوامع محلی مطرح می‌شود. این نوع گردشگری با تأکید بر حفظ محیط زیست و فرهنگ محلی، به جوامع کمک می‌کند تا منابع طبیعی و فرهنگی خود را به‌طور پایدار مدیریت کنند.
گردشگری مسئولانه و پایدار می‌تواند به افزایش آگاهی درباره اهمیت حفظ محیط زیست و منابع طبیعی کمک کند.جوامعی که به محیط زیست خود اهمیت می‌دهند و از آن محافظت می‌کنند، معمولاً در برابر تغییرات آب‌وهوایی و بلایای طبیعی مقاوم‌تر هستند.گردشگری بی‌رویه می‌تواند منجر به تخریب محیط زیست، افزایش نابرابری اجتماعی و از دست رفتن هویت فرهنگی شود.مدیریت صحیح و پایدار گردشگری برای بهره‌برداری از مزایای آن و کاهش اثرات منفی ضروری است. در گردشگری پایدار، منافع جوامع میزبان و حمایت از ذخایر میراث به نفع نسلهای آینده مورد تأکید قرار گرفته‌است و شش اصل به عنوان اصول منشور گردشگری فرهنگی مطرح گردیده که عبارتند از:
- گردشگری از بهترین ابزار تبادل فرهنگی است.
- رابطه اماکن میراث و گردشگری رابطه پویاست.
- برنامه‌ریزی گردشگری و حفاظت از میراث باید به گونهای باشد که گردشگر از سفر خود احساس ارزش، لذت و رضایت کند.
- جوامع میزبان و اهالی بومی باید در برنامه‌ریزی گردشگری و حفاظت از میراث مشارکت داشته باشند.
- جامعه میزبان باید از گردشگری بهره‌مند شود.
- برنامه ترویج گردشگری باید موجب حمایت و ارتقا ویژگیهای میراث طبیعی و فرهنگی گردد.[۱۸]

### درآمد جهان از گردشگری
طبق آمار سازمان گردشگری ملل متحد UNWTO قاره اروپا در سال ۲۰۱۷ با ۶۷۱ میلیون نفر گردشگر بین‌المللی و درآمد ۴۵۰ میلیارد دلاری رتبه نخست جهان را کسب کرده‌است. قاره آمریکا با ۲۰۷ میلیون نفر گردشگر و درآمد ۳۱۳ میلارد دلاری رتبه دوم، آسیاپاسیفیک با ۳۲۴ میلیون گردشگر و ۳۷۱ میلیارد دلار درآمد رتبه سوم، آفریقا با ۶۳ میلیون گردشگر و ۳۳ میلیارد دلار درآمد رتبه چهارم و خاورمیانه ۵۸ میلیون گردشگر در سال و درآمد ۵۸ میلیارد دلار در رتبه آخر جهان قرار دارد.